# Ingemar Johansson
Jens Ingemar Johansson (Göteborg, 22 settembre 1932 – Kungsbacka, 30 gennaio 2009) è stato un pugile svedese.
Fu campione d'Europa dei pesi massimi alla fine degli anni cinquanta e del mondo dal 1959 al 1960.

## Biografia

### Carriera da dilettante
Johansson vinse la medaglia d'argento alle Olimpiadi di Helsinki del 1952. Nella finale con lo statunitense Ed Sanders fu squalificato alla 2ª ripresa per scarsa combattività, tanto che la bandiera svedese non venne alzata sul pennone durante la cerimonia di premiazione.

### Carriera da professionista

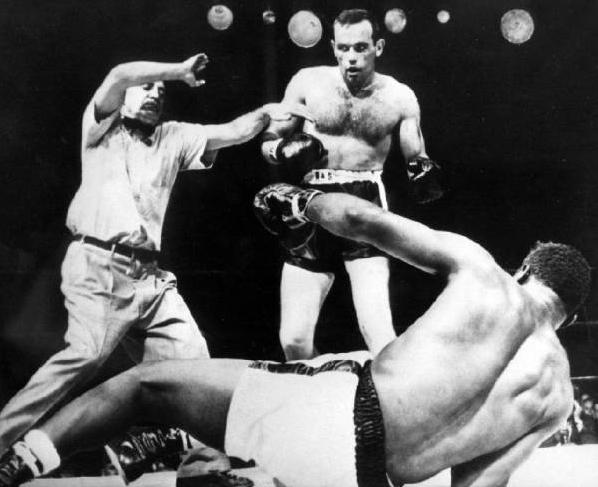
Ingemar Johansson mette KO Floyd Patterson e conquista la cintura mondiale dei pesi massimi.

Da professionista, il 30 settembre 1956, a Bologna, conquistò il titolo europeo dei pesi massimi contro Franco Cavicchi per KO alla tredicesima ripresa. Lo difese mettendo KO al quinto round Henry Cooper e battendo per K.O. tecnico Joe Erskine alla tredicesima ripresa.
Il 14 settembre 1958, a Göteborg, Johansson mise KO lo statunitense Eddie Machen, dopo soli 2:16 del primo round, dopo averlo atterrato tre volte. L'unico round di questo incontro fu dichiarato "round dell'anno" dalla rivista specializzata statunitense Ring Magazine. Grazie a questa impresa lo svedese fu designato come sfidante ufficiale al titolo mondiale dei massimi detenuto da Floyd Patterson, già campione olimpico dei pesi medi a Helsinki.
Il 26 giugno 1959, allo Yankee Stadium di New York, Johansson conquistò la corona mondiale dei pesi massimi battendo Floyd Patterson per KO al terzo round, infliggendo ben sette atterramenti al suo avversario. Anche l'ultimo round di questo match fu proclamato "round dell'anno" da Ring Magazine. Il match fu dichiarato Sorpresa dell'anno dalla medesima rivista specializzata. Prima di allora, i soli europei a indossare la cintura di campione del mondo dei massimi erano stati Bob Fitzsimmons, Max Schmeling e Primo Carnera.
Nel 1958 e nel 1959, Johansson fu eletto Fighter of the Year (pugile dell'anno) da Ring Magazine e nel 1959 la Associated Press lo premiò come atleta maschile dell'anno. Nell'incontro di rivincita, l'anno successivo, sempre a New York, Patterson lo sconfisse per KO alla quinta ripresa e si riprese il titolo . L'incontro fu dichiarato combattimento dell'anno, sempre da Ring Magazine.
Il 13 marzo 1961, a Miami Beach, fu disputato il terzo incontro tra i due pugili e Johansson andò nuovamente KO alla sesta ripresa. Nel 1996 questo match è stato inserito da Ring Magazine al 31º posto nella classifica dei più grandi match con titolo in palio della storia del pugilato. Le due sconfitte subite contro Patterson sono state le uniche della carriera di Johansson da professionista.
Lo svedese combatté ancora quattro match vincendoli tutti prima del limite, tranne l'ultimo contro Brian London, futuro avversario di Muhammad Ali, battuto ai punti. Si ritirò nel 1963. La International Boxing Hall of Fame ha ammesso Ingemar Johansson fra i più grandi pugili di ogni tempo. La rivista Ring Magazine lo ha classificato al 99º posto in un proprio elenco dei primi 100 picchiatori di ogni epoca.